# Calibrachoa eglandulata
Calibrachoa eglandulata är en potatisväxtart som beskrevs av J. R. Stehmann och J Semir. Calibrachoa eglandulata ingår i släktet Calibrachoa och familjen potatisväxter. Inga underarter finns listade i Catalogue of Life.